# 瀧花久子
瀧花 久子（たきはな ひさこ、本名：田坂 冨美子（たさか ふみこ）、1906年（明治39年）3月4日 - 1985年（昭和60年）2月12日）は、日本の女優。京都府京都市出身。滝花久子と表記される場合もある。

## 来歴
河原町三条に生まれる。1924年（大正13年）に華頂高等女学校を卒業。翌1925年に日活へ入社した。ヒロイン女優として人気を得る。
1931年（昭和6年）、映画監督の田坂具隆と結婚。
1932年（昭和7年）、夫の田坂と共に一時日活を離れたが、後に復帰し演技派女優として数多くの映画に出演した。
1985年（昭和60年）2月12日死去。享年80（78歳没）。

## 出演作品

### 映画
- 東京行進曲（監督：溝口健二。1929年）

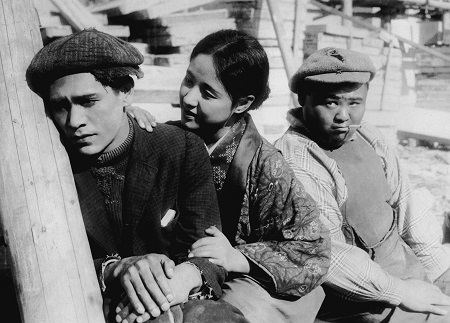
『-喜劇- 汗』(1929年)
左から 島耕二、瀧花久子、田村邦男。

- -喜劇- 汗（監督：内田吐夢。1929年）
- 情熱の詩人啄木 ふるさと篇（監督：熊谷久虎。1936年） - 石川節子 役
- 真実一路（監督：田坂具隆。1937年） - 母睦子 役
- 路傍の石（監督：田坂具隆。1938年） - 母おれん 役
- 細雪（監督：島耕二。1950年）
- 風雪二十年（監督：佐分利信。1951年） - 山濃辺夫人 役
- 偽れる盛装（監督：吉村公三郎。1951年） - きく 役
- 源氏物語（監督：吉村公三郎。1951年） - 尼君 役
- めし（監督：成瀬巳喜男。1951年） - 竹中すみ 役
- 稲妻（監督：成瀬巳喜男。1952年）
- 続宮本武蔵 一乗寺の決闘（監督：稲垣浩。1955年） - 妙秀尼 役
- 瀧の白糸（監督：島耕二。1956年）
- 雲の墓標より 空ゆかば（監督：堀内真直。1957年） - 吉野キヌ 役
- 朱雀門（監督：森一生。1957年） - 天樟院 役
- 大阪物語（監督：吉村公三郎。1957年）
- どたんば（監督：内田吐夢。1957年） - 須永としえ 役
- 永すぎた春（監督：田中重雄。1957年） - 木田むつ 役
- 青空娘（監督：増村保造。1957年） - 有子のお婆さん 役
- 忠臣蔵（監督：渡辺邦男。1958年） - 弥兵衛の妻・きわ 役
- 沓掛時次郎（監督：池広一夫。1961年） - おとは 役
- 秦・始皇帝（監督：田中重雄。1962年） - 姜女の母 役
- 白い巨塔（監督：山本薩夫。1966年） - 黒川きぬ 役
- 私は負けない（監督：井上昭。1966年） - 有子の祖母 役。（上記「青空娘」のリメイク映画）
- 祇園祭（監督：山内鉄也。1968年） - いち 役
- 忍ぶ川（監督：熊井啓。1972年） - 哲郎の母 役

### テレビドラマ
- 君は心の妻だから（1969年、TBS）
- 虹（1970年 - 1971年、NHK）
- 赤ひげ 第35話「生きがい」（1973年、NHK）
- 華麗なる一族（1974年 - 1975年、毎日放送・東宝） - とめ役